# 塞伊尼
47°44′52″N 23°17′7″E / 47.74778°N 23.28528°E
塞伊尼是羅馬尼亞的城鎮，位於該國西北部，距離首府巴亞馬雷23公里，由馬拉穆列什縣負責管轄，面積58.91平方公里，海拔高度140米，2009年人口10,225，大多數居民信奉東正教。